# Philippe de Dreux
Philippe de Dreux (1158 – 2 novembre 1217) è stato un vescovo francese.

## Biografia
Figlio di Roberto I di Dreux, conte di Dreux, e Agnès de Baudement, contessa di Braine, è stato vescovo di Beauvais.
Prelato e guerriero insieme, come spesso accadeva all'epoca, partì due volte per la Terra santa: nel 1179, e durante la terza crociata, quando fu condotto prigioniero a Baghdad. Si mise in luce alla battaglia di Arsuf e all'assedio di San Giovanni d'Acri, dove fu fatto prigioniero dai musulmani nel 1190.
Al ritorno in Francia combatté gli inglesi di Riccardo I d'Inghilterra (1197). Fu preso prigioniero a Milly il 19 maggio 1197, rimase ostaggio per alcuni anni e fu liberato nel 1202. 
Prese parte alla crociata albigese nel 1209, e si segnalò nel 1214 al seguito di Filippo II di Francia alla battaglia di Bouvines.
Interpretando in una maniera tipica del tempo la legge canonica che impediva ai religiosi di versare il sangue, fece a meno della spada e delle armi da taglio per servirsi di una mazza d'arme per colpire i nemici.

## Ascendenza
|                         |                    |                                           | Genitori                |  |  | Nonni |  |  | Bisnonni             |  |  | Trisnonni           |  |
|                         |                    |                                           |                         |  |  |       |  |  | Filippo I di Francia |  |  | Enrico I di Francia |  |
|                         |                    |                                           |                         |  |  |       |  |  | Filippo I di Francia |  |  | Enrico I di Francia |  |
|                         |                    | Anna di Kiev                              |                         |  |  |       |  |  | Filippo I di Francia |  |  |                     |  |
| Luigi VI di Francia     |                    |                                           |                         |  |  |       |  |  | Filippo I di Francia |  |  |                     |  |
|                         |                    | Berta d'Olanda                            | Floris I Van Holland    |  |  |       |  |  |                      |  |  |                     |  |
|                         |                    | Berta d'Olanda                            | Floris I Van Holland    |  |  |       |  |  |                      |  |  |                     |  |
|                         |                    | Berta d'Olanda                            | Gertrud di Sassonia     |  |  |       |  |  |                      |  |  |                     |  |
| Roberto I di Dreux      |                    | Berta d'Olanda                            |                         |  |  |       |  |  |                      |  |  |                     |  |
|                         |                    | Umberto II conte di Savoia                | Amedeo II di Savoia     |  |  |       |  |  |                      |  |  |                     |  |
|                         |                    | Umberto II conte di Savoia                | Amedeo II di Savoia     |  |  |       |  |  |                      |  |  |                     |  |
|                         |                    | Umberto II conte di Savoia                | Jeanne di Ginevra       |  |  |       |  |  |                      |  |  |                     |  |
| Adeladide di Savoia     |                    | Umberto II conte di Savoia                |                         |  |  |       |  |  |                      |  |  |                     |  |
|                         |                    | Gisèle di Borgogna                        | Guglielmo I di Borgogna |  |  |       |  |  |                      |  |  |                     |  |
|                         |                    | Gisèle di Borgogna                        | Guglielmo I di Borgogna |  |  |       |  |  |                      |  |  |                     |  |
|                         |                    | Gisèle di Borgogna                        | Étiennette di Borgogna  |  |  |       |  |  |                      |  |  |                     |  |
| Philippe de Dreux       |                    | Gisèle di Borgogna                        |                         |  |  |       |  |  |                      |  |  |                     |  |
|                         | Andre de Baudément | Hildouin De Roucy IV, Conte di Montdidier |                         |  |  |       |  |  |                      |  |  |                     |  |
|                         | Andre de Baudément | Hildouin De Roucy IV, Conte di Montdidier |                         |  |  |       |  |  |                      |  |  |                     |  |
|                         | Andre de Baudément | Adelaide Alice de Roucy                   |                         |  |  |       |  |  |                      |  |  |                     |  |
| Guy de Baudement        | Andre de Baudément |                                           |                         |  |  |       |  |  |                      |  |  |                     |  |
|                         |                    | Agnes de Braine                           | Hugues de Braine        |  |  |       |  |  |                      |  |  |                     |  |
|                         |                    | Agnes de Braine                           | Hugues de Braine        |  |  |       |  |  |                      |  |  |                     |  |
|                         |                    | Agnes de Braine                           | Ada de Soisson          |  |  |       |  |  |                      |  |  |                     |  |
| Agnès de Baudement      |                    | Agnes de Braine                           |                         |  |  |       |  |  |                      |  |  |                     |  |
|                         |                    | …                                         | …                       |  |  |       |  |  |                      |  |  |                     |  |
|                         |                    | …                                         | …                       |  |  |       |  |  |                      |  |  |                     |  |
|                         |                    | …                                         | …                       |  |  |       |  |  |                      |  |  |                     |  |
| Alix, Signora di Braine |                    | …                                         |                         |  |  |       |  |  |                      |  |  |                     |  |
|                         |                    | …                                         | …                       |  |  |       |  |  |                      |  |  |                     |  |
|                         |                    | …                                         | …                       |  |  |       |  |  |                      |  |  |                     |  |
|                         |                    | …                                         | …                       |  |  |       |  |  |                      |  |  |                     |  |
|                         |                    | …                                         |                         |  |  |       |  |  |                      |  |  |                     |  |